# Señorío de Hiripan

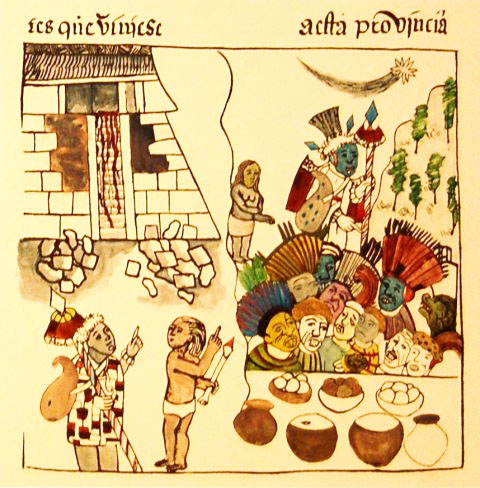
Relación de Michoacán Purepecha priests

El señorío de Hiripan fue uno de los tres señoríos en los que se dividió el Imperio Purépecha, tras la muerte de su fundador, Tariácuri.Hiripan fue designado como el señor de Ihuatzio, mientras que los otros dos señoríos fueron gobernados por Tangáxoan en Tzintzuntzan y Higuingare en Pátzcuaro.
Hiripan, junto con sus compañeros señores, jugó un papel crucial en la expansión y consolidación del Imperio Purépecha.Estos señoríos formaron la Triple Alianza, que fue fundamental para la unificación de los pueblos del centro de Michoacán.